# Porte Molitor (metropolitana di Parigi)

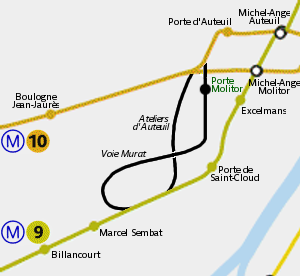
Mappa

Porte Molitor è una stazione fantasma della metropolitana di Parigi, situata nel XVI arrondissement e mai aperta al traffico viaggiatori.

## La stazione
La stazione venne costruita per servire gli stadi Parc des Princes e Roland Garros durante gli eventi sportivi ed era situata su un raccordo tra la linea 9 e la linea 10 che collega rispettivamente le stazioni di Porte de Saint-Cloud e Porte d'Auteuil; tale raccordo si compone di due binari: il primo è costituito dalle officine di Auteuil, sul secondo invece si trova la stazione.
La stazione, priva di accessi dall'esterno, si trova al di sotto del boulevard Murat, nei pressi del lycée Jean-de-La-Fontaine; ha due binari affiancati con al centro una larga banchina ed è attualmente utilizzata come rimessa per i convogli della metropolitana.